# 赫里霍里夫斯凯 (扎波罗热州)
47°45′10″N 35°27′20″E / 47.75278°N 35.45556°E
赫里霍里夫斯凱（烏克蘭語：Григорівське）是位於烏克蘭東南部的村莊，由扎波羅熱州扎波羅熱区科梅舒瓦哈市镇負責管轄。該村始建於1770年，面積0.39平方公里，海拔高度101米，2001年人口162，人口密度每平方公里420.8人。